# Champ de bataille national de Big Hole
Le champ de bataille national de Big Hole – ou Big Hole National Battlefield en anglais – est une aire protégée américaine située dans le comté de Beaverhead, dans le Montana. Établi le 17 mai 1963, ce champ de bataille national protège le site de la bataille de la Big Hole, pendant la guerre des Nez-Percés. Inscrit au Registre national des lieux historiques depuis le 15 octobre 1966, il est géré par le National Park Service.